# Іст-Грінвілл (Пенсільванія)
Іст-Грінвілл (англ. East Greenville) — місто (англ. borough) в США, в окрузі Монтгомері штату Пенсільванія. Населення — 3166 осіб (2020).

## Географія
Іст-Грінвілл розташований за координатами 40°24′21″ пн. ш. 75°30′22″ зх. д. / 40.40583° пн. ш. 75.50611° зх. д. (40.405711, -75.506140).  За даними Бюро перепису населення США в 2010 році місто мало площу 1,38 км², уся площа — суходіл.

## Демографія
Згідно з переписом 2010 року, у селищі мешкала 2951 особа в 1117 домогосподарствах у складі 777 родин. Густота населення становила 2144 особи/км².  Було 1173 помешкання (852/км²).
Расовий склад населення:
| - 93,7 % — білих - 2,3 % — чорних або афроамериканців - 1,0 % — азіатів - 0,1 % — корінних американців |

До двох чи більше рас належало 1,9 %. Частка іспаномовних становила 3,3 % від усіх жителів.
За віковим діапазоном населення розподілялося таким чином: 26,6 % — особи молодші 18 років, 65,8 % — особи у віці 18—64 років, 7,6 % — особи у віці 65 років та старші. Медіана віку мешканця становила 33,0 року. На 100 осіб жіночої статі у селищі припадало 97,7 чоловіків;  на 100 жінок у віці від 18 років та старших — 94,9 чоловіків також старших 18 років.
Середній дохід на одне домашнє господарство  становив 72 410 доларів США (медіана — 64 750), а середній дохід на одну сім'ю — 77 378 доларів (медіана — 71 307). Медіана доходів становила 45 385 доларів для чоловіків та 37 958 доларів для жінок. За межею бідності перебувало 5,7 % осіб, у тому числі 8,5 % дітей у віці до 18 років та 5,7 % осіб у віці 65 років та старших.
Цивільне працевлаштоване населення становило 1654 особи. Основні галузі зайнятості: виробництво — 21,1 %, освіта, охорона здоров'я та соціальна допомога — 19,2 %, роздрібна торгівля — 16,2 %.